# Stadtbezirke von Freiburg im Breisgau

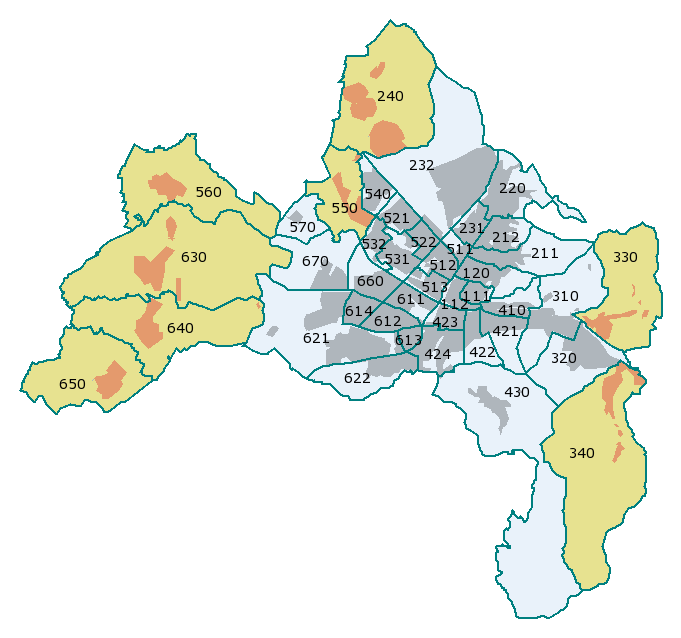
Die Stadtbezirke von Freiburg im Breisgau, Bezirke mit eigenem Ortschaftsrat in beige. Die Karte stellt den Zustand bis 31. Dezember 2007 dar. Seit 1. Januar 2008 wird Vauban als Stadtbezirk 680 geführt.

Die Stadtbezirke von Freiburg im Breisgau sind nach einem vierstelligen Nummerncode eingeteilt: Die erste Ziffer steht für den Stadtbereich, die zweite für den Stadtteil, die dritte für den Stadtbezirk und die vierte für den statistischen Bezirk.

## Stadtbereiche

### Mitte
- 11 Altstadt
  - 111 Altstadt-Mitte
  - 112 Altstadt-Ring
- 12 Neuburg

### Nord
- 21 Herdern
  - 211 Herdern-Süd
  - 212 Herdern-Nord
- 22 Zähringen
- 23 Brühl
  - 231 Brühl-Güterbahnhof
  - 232 Brühl-Industriegebiet
  - 233 Brühl-Beurbarung (seit 2013, bis 2012 als 511 Stühlinger Beurbarung Teil des Stühlingers)
- 24 Hochdorf[1]

### Ost
- 31 Waldsee
- 32 Littenweiler
- 33 Ebnet[1]
- 34 Kappel[1]

### Süd
- 41 Oberau
- 42 Wiehre
  - 421 Oberwiehre
  - 422 Mittelwiehre
  - 423 Unterwiehre-Nord
  - 424 Unterwiehre-Süd
- 43 Günterstal

### West
- 51 Stühlinger
  - 511 Stühlinger-Beurbarung (bis 2012, seit 2013 als 233 Brühl-Beurbarung Teil von Brühl)
  - 512 Stühlinger-Eschholz
  - 513 Alt-Stühlinger
- 52 Mooswald
  - 521 Mooswald-West
  - 522 Mooswald-Ost
- 53 Betzenhausen
  - 531 Betzenhausen-Bischofslinde
  - 532 Alt-Betzenhausen
- 54 Landwasser
- 55 Lehen[1]
- 56 Waltershofen[1]
- 57 Mundenhof

### Südwest
- 61 Haslach
  - 611 Haslach-Egerten
  - 612 Haslach-Gartenstadt
  - 613 Haslach-Schildacker
  - 614 Haslach-Haid
- 62 St. Georgen
  - 621 St. Georgen-Nord
  - 622 St. Georgen-Süd
- 63 Opfingen[1]
- 64 Tiengen[1]
- 65 Munzingen[1]
- 66 Weingarten
- 67 Rieselfeld
- 68 Vauban

## Abgrenzungen
Die Grenzen der Stadtbezirke mit eigener Selbstverwaltung folgen fast durchgängig den Grenzen der ehemals selbständigen Gemeinden. Eine Ausnahme stellt lediglich Lehen dar, dessen Bann nordwestlich der Autobahn und südwestlich der Dreisam im Tausch für den Stadtteil Mundenhof am 1. Januar 1978 an die Nachbargemeinde Umkirch fiel.
In den Stadtteilen östlich der Autobahn folgen die Stadtbezirksgrenzen vielfach Bahnlinien, Straßen und im Schwarzwald auch Höhenzügen. So verlaufen entlang der Hauptlinie der Rheintalbahn durchgängig von der südlichen Gemarkungsgrenze ab bis zur Brücke der Höllentalbahn Stadtbezirksgrenzen, dann wieder vom Nordende des Hauptbahnhofs bis auf Höhe der Tullastraße. Entlang der Güterbahn verlaufen von der Umgehungsstraße St. Georgen im Süden bis zur Brücke über die Umgehungsstraße von Zähringen die Grenzen mehrerer Stadtbezirke, ebenso von der Markwaldstraße im Westen bis zum Hauptbahnhof im Osten fast entlang der gesamten Länge der Breisacher Bahn auf Freiburger Stadtgebiet. Dagegen bildet die Höllentalbahn lediglich von ihrer Querung der Rheintalbahn bis zum Hauptbahnhof eine Stadtbezirksgrenze.
Von den Hauptverkehrsachsen verlaufen auf der Westrandstraße von der Besançonallee ab der Guildfordallee bis zum Kleeblatt mit dem Zubringer Mitte und in der Fortsetzung die Paduaallee und Granadaallee bis zur Güterbahn Stadtbezirksgrenzen, die lediglich im Bereich des Park&Ride-Platzes und der Straßenbahnwendeschleife an der Paduaallee um weniger als 100 Meter westlich davon verschoben sind.
Die Guildfordallee ist auf ihrer gesamten Länge eine Stadtbezirksgrenze, desgleichen die Wiesentalstraße, Opfinger Straße, Carl-Kistner-Straße sowie die Wölflinstraße. Die Basler Straße bildet westlich der Kreuzung mit der Merzhauser und Heinrich-von-Stephan-Straße verschiedene Stadtbezirksgrenzen, die Umgehung von Zähringen ab der Brücke der Güterbahn bis zur Brücke der Mooswaldallee an der nördlichen Freiburger Gemarkungsgrenze.
Im Schwarzwald verlaufen die Stadtbezirksgrenzen über diverse Höhenrücken, so vom Schwabentor bis zum Roßkopf oder vom Schauinsland über die abgegangene Burg auf dem Kybfelsen in der Begrenzung des Kappler Tals bis fast hinunter zur Höllentalbahn.
Die Dreisam grenzt ab der Paduaallee nach Osten bis zur Schwabentorbrücke, dann zwischen Hirzbergstraße und Sandfangbrücke sowie ab Höhe der Straße "Alte Sägemühle" in Ebnet verschiedene Stadtbezirke voneinander ab.